# 王裒
王裒（3世紀—311年），字偉元，城陽營陵人（今山東昌樂東南）。《二十四孝》中聞雷泣墓的主角。本身是魏晉年間名士，但因父仇而堅決不肯為晉室效命。

## 生平

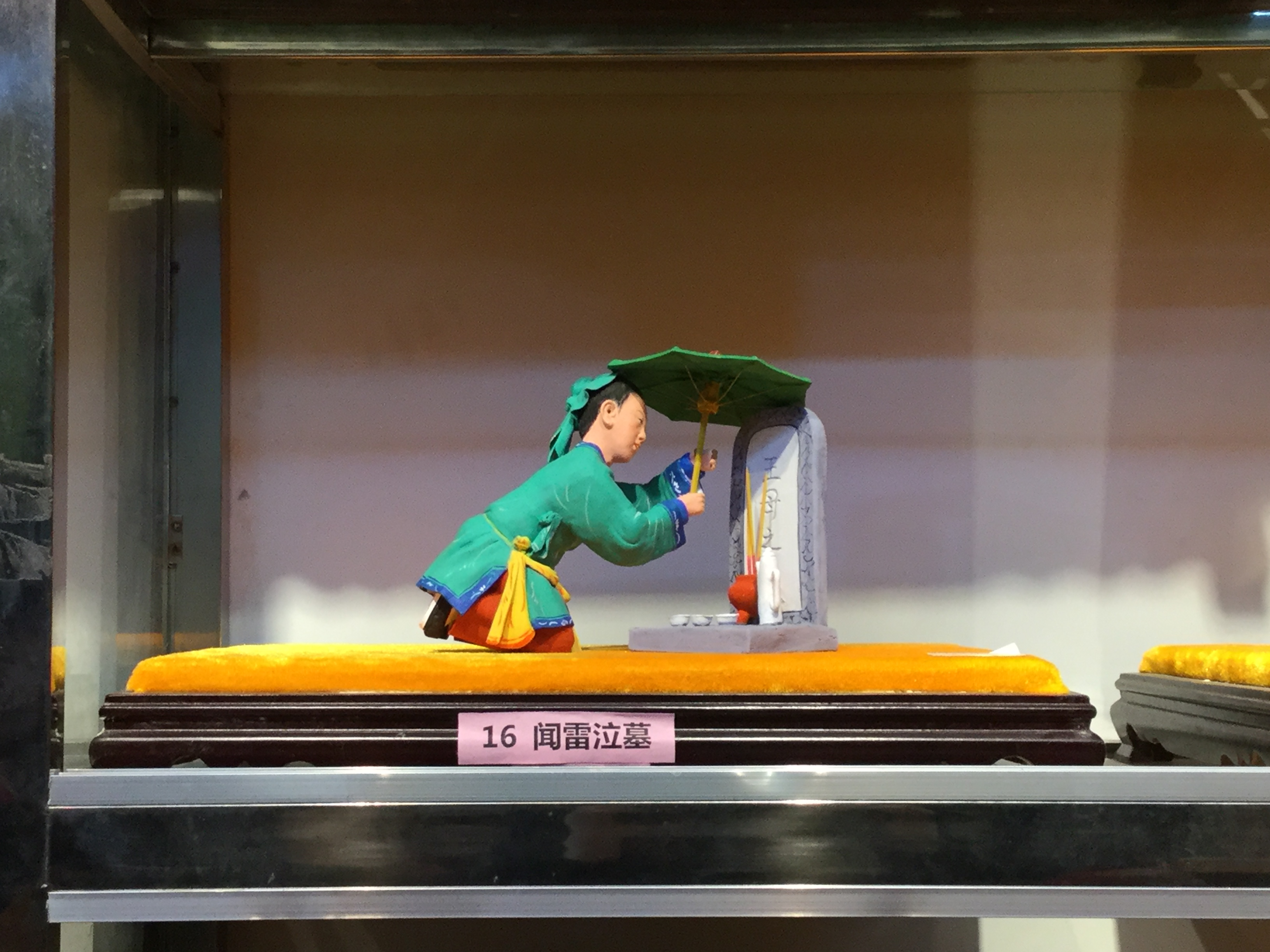
破门楼郑翁仔灯《闻雷泣墓》

其父王儀因司馬昭於嘉平四年（252年）東關之戰戰敗，認為責任在司馬昭而觸怒對方並被殺。王裒因此而终生未向西坐，以示不臣晉室。當時朝廷亦曾多番徵召，但王裒一概不應，而隱居教學，並立廬在父親墓旁。
王裒家貧，但都能自給自足，從來不接受別人饋贈。但本人年少時就有德操志尚，行事皆以禮，博學多能，且極具名氣。如一次送門生到安丘縣服力役，隨行的就有千餘人。而安丘縣令以為王裒是來拜訪他，更特地整理好衣履外出迎接。而縣令在見到王裒哭著送別門生，亦下令不用該門生再服力役。然而整個縣的人都對這件事發生而感到羞恥。
永嘉五年（311年），漢國攻陷西晉首都洛陽，中原大亂，盜賊峰起，親族都南渡到江東避難，但王裒留戀父母之墓，一直不肯離去。及至盜賊集團變得很強盛時才動身離去，但又因思念墳墓而不能繼續前進，於是被盜賊所殺。

## 孝行
- 王裒父死於非命而不仕，以及每日都到父親墓旁跪拜，更抱著柏樹哭泣，令淚水都流在柏樹上，時間久了更令柏樹枯萎[1]。
- 王裒母生前怕雷聲。王裒即使在其死後，每聽到雷聲都會立即跑到母親墓前，向墓說：「裒在此。」在《二十四孝》故事中更寫王裒會在墓前哭著說：「裒在此，母親勿懼。」
- 王裒每读到《詩經·蓼莪》：「哀哀父母，生我劬劳」一句，必再三流淚。他的學生只得將《蓼莪》刪去。

## 性格特徵
- 史載王裒身高八尺四寸，容貌獨特不凡，聲音清脆響亮，言辭氣道典雅方正。
- 除對父母的孝道外，王裒亦有知人之能。同鄉管彥有才但未知名，而王裒則認為他終會以自身努力而顯達，於是與他結交。後管彥官至西夷校尉。而北海人邴春是名士邴原的後人，年少就有志向和節操，貧寒自處，更到處游學，當時的人都認為是邴原再世。但王裒認為邴春個性狹隘而貪慕虛名，不會成大器。而邴春最後果然品行不佳，學業不成。
- 王裒認為人的行為最理想應當歸於善道，不必以自己能力加諸別人身上，呵責別人做不到自己能做的。

## 家庭

### 祖父
- 王修，東漢末年名士，官至奉常。有名魏世。

### 父親
- 王儀，官至安東司馬。時安東將軍為司馬昭，東關之戰後殺害王儀。

### 子女
- 王氏，王裒女，本嫁管彥子，但管彥死後因葬在洛陽，王裒認為管彥子已為洛陽人，已失當日嫁女望為同縣人而能與女保持聯繫的原意。於是將女兒改嫁。

## 延伸阅读
[在维基数据编辑]
 《晉書·卷088》，出自房玄齡《晉書》
 在维基共享资源阅览影像